# Наш городок (фильм)
«Наш городок» (англ. Our Town) — американский чёрно-белый художественный фильм, драма режиссёра Сэма Вуда, премьера которой состоялась в 1940 году. В главных ролях задействованы Уильям Холден и Марта Скотт. Экранизация одноимённой пьесы Торнтона Уайлдера.
Музыка Аарона Копленда и операторская работа Берта Гленнона в стиле тридцатых годов удачно дополнили великолепные актёрские работы Уильяма Холдена и Марты Стюарт. Успех фильма был настолько ошеломительным, что весь актёрский состав пригласили на радио CBS, где они исполнили сокращённую, 1-часовую версию картины.
Фильм был выдвинут в шести номинациях премии «Оскар»: «Лучший фильм», «Лучшая женская роль» (Марта Скотт), «Лучшая музыка» (Аарон Копленд), «Лучший саундтрек» (Аарон Копленд), «Лучшая работа художника-постановщика» (Льюис Дж. Рашмиль) и «Лучший звук» (Томас Т. Мултон). Кроме того, по версии Национального совета кинокритиков США лента вошла в десятку лучших фильмов года.

## Сюжет
Действие фильма происходит в 1901 году, в небольшом вымышленном городке Гроверс Корнерс в штате Нью-Гэмпшир. Обитатели этого города растут, женятся, живут и умирают. Молоко и газеты доставляются каждое утро, и никто не закрывает входные двери. Сюжет крутится вокруг семейств Гиббс и Уэбб, младшие дети которых, Джордж (Уильям Холден) и Эмили (Марта Скотт), влюблены друг в друга.

## В ролях
| Актёр         | Роль                               |
| ------------- | ---------------------------------- |
| Уильям Холден | Джордж Гиббс                       |
| Марта Скотт   | Эмили Уэбб                         |
| Фэй Бейнтер   | миссис Гиббс                       |
| Бьюла Бонди   | миссис Уэбб                        |
| Томас Митчелл | доктор Гиббс                       |
| Гай Кибби     | мистер Уэбб                        |
| Стюарт Эрвин  | Хауи Ньюсам                        |
| Фрэнк Крэйвен | помощник режиссёра / мистер Морган |
| Доро Меранде  | миссис Соумс                       |
| Филип Вуд     | Саймон Стимсон                     |

## Создание
Сразу же после публикации пьесы «Наш городок» преуспевающего писателя Торнтона Уайлдера, продюсеры Джед Харрис и Уильям К. Ховард выкупили авторские права на экранизацию у самого автора в 1938 году. Годом спустя независимый продюсер Сол Лессер выкупил права уже у них, сообщив, что собирается снять фильм совместно с компанией United Artists. Он сразу же принялся за поиск режиссёра грядущей ленты, отказавшись впоследствии от услуг таких именитых мастеров, как Эрнст Любич и Уильям Уайлер.
Торнтону Уайлдеру предлагали занять кресло сценариста, однако он категорически отказался, согласившись, однако, консультировать съёмочную группу, если возникнет такая необходимость. За такую щедрость Лессер подарил писателю автомобиль Chrysler. Одним из наиболее важных эпизодов сотрудничества Уайлдера со съёмочной группой стало разрешение писателя на замену концовки. Теперь, под руководством Вуда, Эмили выживала в финальной сцене. Уайлдер даже написал отдельное письмо Лессеру по этому поводу:
Конечно, я понимаю, что Вы имеете в виду. Я думаю, Эмили должна жить. Я всегда так думал. … Дайте ей жить, наша идея всё равно будет передана в той, или иной степени. …
Наконец, на должность сценариста картины Лессер утвердил Лилиан Хеллман, а Сэм Вуд, только что снявший «До свиданья, мистер Чипс», стал режиссёром.
Съёмки фильма частично проходили в городе Питерборо, штат Нью-Гэмпшир. Один из художников-постановщиков Уильям Кэмерон Мэнзис сделал около 1 200 набросков для создания подходящих декораций.

## Критика
Фильм был положительно воспринят большинством мировых кинокритиков, которые, по большей части, отмечали то, насколько точно Сэм Вуд экранизировал пьесу Уайлдера:
- «Устаревший, да. Но он всё ещё застревает в глотке. Ностальгический, нежный, забавный, грустный» — Стив Крам, video-reviewmaster.com[3]
- «Экранизация Сэма Вуда — экспериментальна и близка к пьесе Торнтона Уайлдера» — Эмануэль Леви, emanuellevy.com[4]

Фильм считается «свежим» (набрал более 60 %), согласно Rotten Tomatoes, с показателем «Томатометра» в 86 %, с средним рейтингом 7 баллов из 10. Рецензия-опрос веб-сайта показала, что 47 % аудитории, оценив на 3.3 балла из 5, дали положительный отзыв о фильме.